# 자효헌황후
자효헌황후 장씨(慈孝獻皇后 蔣氏, 성화 14년 2월 3일(1478년 3월 7일) ~ 가정 17년 12월 3일(1538년 12월 23일))는 명나라 추존황제 예종의 정실이자 가정제의 생모이다. 순천부 대흥(大興) 출신이며, 아버지는 옥전백(玉田伯) 장효(蔣斅)이다.

## 생애
홍치 5년(1492년), 장씨는 흥왕(興王) 주우원(朱祐杬)과 혼인을 하여, 흥왕비(興王妃)로 책봉을 받았다. 정덕 16년(1521년), 정덕제가 후계자를 남기지 못하고 사고사로 붕어를 하자, 정덕제의 사촌 중에 가장 연장자인 흥왕세자(興王世子) 주후총(朱厚熜)이 가정제로 제위에 올랐다.
가정제 제위 초반에는 홍치제를 황부(皇父), 황태후 장씨를 황모(皇母)로 칭하고, 흥헌왕(興獻王)을 황숙(皇淑), 흥왕태비(興王太妃) 장씨(蔣氏)를 황숙모(皇淑母)로 칭하였다. 그러나 대례의 의로 인해 흥헌왕을 황제로 추존하게 되면서 홍치제와 황태후 장씨를 황백(皇伯), 황백모(皇伯母)로, 흥헌왕과 흥왕태비 장씨를 황부(皇父), 황모(皇母)로 칭하게 되었다. 그래서 흥왕태비 장씨는 황모 자격이 되면서 황태후로 격상하게 되었다. 가정 17년 12월(1538년)에 황태후 장씨는 붕어하게 된다.

## 존호, 시호, 능호
가정 원년(1522년), 흥왕태비 장씨는 흥헌후(興獻后)로 칭하였다가, 다시 흥국태후(興國太后)로 칭하게 되었다. 가정 3년(1524년), 황태후가 된 태후 장씨는 본성성모장성황태후(本生聖母章聖皇太后)로 존호를 받았다가, 다시 개칭하여 성모장성황태후(聖母章聖皇太后)로 다시 존호를 받았다. 가정 7년(1528년), 존호를 다시 개칭을 하고 추가를 하면서 장성자인황태후(章聖慈仁皇太后)로 존호를 받았다. 가정 15년(1536년), 다시 존호를 추가해서 장성자인강정정수황태후(章聖慈仁康靜貞壽皇太后)로 존호를 받았다.
시호는 자효정순인경성일안천탄성헌황후(慈孝貞順仁敬誠一安天誕聖獻皇后)이다. 능호는 현릉(顯陵)이다.